# ゼロイン
ゼロイン
- 電波放送の受信において、周波数を完全に同調させて正確な音で受信する事。
- 射撃において、照準機器を調整し目標へ正確に命中させるための所作（ゼローイング）の事。
- 日本の漫画作品

本項目では、後者について記述する。
『ゼロイン』は、いのうえ空による日本の漫画作品。『月刊ドラゴンエイジ』（富士見書房）で2003年7月号から2011年2月号まで連載していた。コミックスは角川コミックス ドラゴンJr.より全12巻。
CDドラマ化されたほか、富士見ティーンエイジファンクラブにおいて同キャストによるラジオドラマも放送された。

## 概要
20XX年の東京を舞台とした刑事系ガンアクション漫画。それと同時に、主人公が高校生である事から学園ラブコメの要素も有している。
この作品においては銃器などによる凶悪犯罪が増加する一方、警察庁の人員には限りがある為に事件に対応しきれない状況となっており、そういった状況に対処するために警察の民営化が行われている。本作はこういった経緯によって誕生した「民間特殊機動警官隊」（通称・民警）の活動を描いた作品であると同時に、主人公の光やみくるの成長を描いている。
タイトルの『ゼロイン』（Zero in）とは銃器の照準調整が完了し、照準した地点に正確に着弾する状態を指す（その状態にすることを、ゼローイングという）。

## あらすじ
白石光は、爲妹みくるの所属する凶悪犯罪専門に結成された民間特殊機動警官隊（民警）のエージェントに入隊する。

## 登場人物

### 主人公
白石光（しらいし こう）
本作の主人公。私立第四鳳学園に通う高校生にして、民警エージェント。使用拳銃はUSPコンパクト（9mm弾仕様）。
2度に渡ってみくるに窮地を救われ自身の不甲斐のなさを痛感し、民警の道を志すようになる。
元々はいじめを受けている気弱な少年であり、友人も殆どいなかったが民警の訓練を受け、エージェントとして経験を積むにつれて次第に身体的にも精神的にも成長している。
射撃、格闘能力共にエージェントとしては並以下ではあるが（高校生を基準とすれば高いが）、状況判断力に関しては優れていたため、民警内ではキーパー（現場での作戦立案、前線への指示・伝達）のポジションについている。
警察一家の次男坊に生まれ、父親はノンキャリの叩き上げ刑事、母親は元女性警察官、兄は警視庁勤めのキャリア警察官である。
趣味は模型作り。本人は気付いていないが、美少女フィギュアを作るとその顔の造形がみくるに似る。
爲妹みくる（なずめ みくる）
本作のヒロイン。光と同じく高校生の民警エージェント。身長163cm、3サイズは上から88/58/89。
アメリカ人と日本人のハーフであり、帰国子女。愛用拳銃はブレン・テン（弱装弾を使用）。ポジションはストライカー（突入・制圧要員）。
校内ではかなりの有名人。敵も多く、やっかみから来る嫌がらせを受けることもある。
コマンド・ゼロを習得しており、射撃、格闘の両方面に通じている。また、一切の死者を出さないことから"殺さずのみくる"の異名を持つ。不殺の姿勢を貫く理由を本人は「罪を償わせるため」と語っている。ただしこれは、過去に父親を殺された際、その命を奪ったトリガーを彼女自身が引いた（厳密に言えば引かされた）事から来るトラウマによるところが大きい。
上記のトラウマが原因で急所を狙うことが出来ず、それが原因でミスを犯すこともある。また、本人の意図とは関係なく照準が急所に重なった場合には恐慌状態に陥ることもある。そのため、序盤に再訓練命令を受けている。
現在は銃工の母親と2人で暮らしている。また、犬（るしふぁ&ミカエル）を2匹飼っており、たまにオフィスに連れてくる事もある（ただし、後の話で本当は犬ではなく「プレーリードッグ」であることが判明している）。
メンマ、ネギ、シイタケが嫌い。また、料理下手で友人からは作る前から食べるのを断られている。

### 民間特殊機動警官隊
藤田七実（ふじた ななみ）
民警十三課主任。通称は「団長」。33歳。静岡出身でジュ○ロの熱狂的ファン。拳銃はS&W M586（一度光に貸したことがある）を使用しているが、突入時にはベネリM3を用いる事もある。愛車はフェアレディZ（ただし、35話で蜂の巣になっている）。ポジションはゲームメーカー。
十三課が有する部隊（ライトナイツ、ライトウォーリア、おまけチーム←後にライトナイツB）を統括するキャリアウーマン。かなりの切れ者として警視庁からも一目置かれている模様。また、ヤクザからも恐れられている。ただし休日は殆ど寝て過ごしている。
既婚者であり、夫の秀人、息子の雅史（通称・ゴン）とマンションで暮らしている。休日最大の楽しみは家族揃っての入浴。
紋条祁雫（もんじょう きな）
民警エージェント。18歳。壊滅した暴力団、「紋条組」組長の孫娘であり、その復讐のために民警に所属している。口癖は「厄日よのぉ」及び「手前は不死身での」。
銃はコルト・ローマンMKIIIの2インチモデルを使用するが、作中ではエクスプロージョン・ソード（刀身部分に薬莢を組み込み、激発によって破壊力を増強させる刀）を用いる事のほうが多かった。
九州に実家があるが、何故か台詞は広島弁。着任時に「やくざは全員潰そうと思います」と発言しており、ヤクザを相手にするとモチベーションが上がる事が多い。
光と同時期に訓練を受けており、その際に彼に思いを寄せるようになった。しかし最終的には光の意思を尊重し、身を退いている。
料理上手であり、その味は光の母曰く「まさしく家庭の味…だが極上!」とのこと。渉菜とは料理を通じて何かを感じあった。後に渉菜にはレシピ本を譲っている。
復讐を成し遂げた後に、親孝行も兼ねて実家のある九州への転属が決まったが、彼女のお別れパーティーの当日、自宅の玄関先でストーカーによって射殺された。
無い胸を気にしている。
花友蔵（はな ともぞう）
祁雫の死後に十三課に配属されたエージェント。25歳。自称ロス。逆に本名で呼ばれることを嫌がる。子供の頃は"グンゼ"というあだ名で呼ばれていた。
ロサンゼルスで研修を受けており、ロスというあだ名もここから命名したもの。拳銃はS&W M629及びベレッタ M92FSを使用。
大の刑事ドラマファンで、民警には趣味で所属している他、光と式江をそれぞれキャベツ、ロシアンというあだ名で呼んでいる。また、"L.A.の人間兵器"という「設定」で銃取引現場に突入した際は、光を"マータフ"と呼ぼうとしたこともある（その際は拳銃も元ネタに合わせていた）。
作中には登場しないが、姉がいる模様。「うちの姉貴が……」というパターンの台詞が作中にしばしば登場する。
小学校から高校まで卓球を続けており、高校の時には全国制覇を達成している。しかし、一度みくるに卓球で勝負を挑んだ際にはラケットを顔面に食らってノックアウトされた。高校までは坊主頭だったが、実は振られたショックで後頭部に10円ハゲがある。
式江美園（しきえ みその）
警視庁捜査一課所属の刑事。作中では民警に出向中。使用拳銃はSIG SAUER P226。愛車はフェラーリ365GTB/4。
民警に出向しているとはいえ正規の警察官であることに変わりはなく、同行しているエージェントに対して発砲許可を出す権限を有している（が、出さない事もある）。
問答無用で犯人を射殺するスタンスに立つ一匹狼であり、あくまでも不殺を貫くみくるとは非常に相性が悪い。これは警視庁時代にコンビを組んでいた相棒を、自分の判断ミスで死に至らしめたことへの後悔の念から来るもの。
上記の事件の際に彼女自身も多数の銃弾を浴びたため、身体には多くの傷跡が残っている。また、その事が彼女の精神的な負担となっており、作中で薬を服用するシーンがある。
その冷徹な仕事ぶりから、多方面から多くの恨みを買っており、捜査活動中に襲撃を受けることもしばしば。
針を相手のツボに刺すことで動きを封じるという特技を持ち、これを利用して犯人を拘束したり、情報を引き出す手段として使う事もある。
久巻勇示（ひさまき ゆうじ）
民警の東京訓練所の教官。みくると同じくコマンド・ゼロを習得しており、その能力は彼女を上回る。
ヘビースモーカーであり、ついたあだ名はヤニ教官。彼のオフィスは紫煙が常に漂っている状態だが、何故か"NO SMOKING"というステッカーが貼られている。

### 私立第四鳳学園
白石渉菜（しらいし あゆな）
光の妹。初登場時15歳。初期は中学生だったが、19話から陸上のスポーツ推薦で第四鳳学園に進学している。
試食したみくるが絶叫するほどの料理上手。同じく料理が得意な祁雫とは何かを感じあった。そのためか、祁雫を慕っている。
若干ブラコンの気があり、光が民警に着任する際には大量のお守り（安産、商売繁盛、交通安全など）をくっ付けた人形を渡している。また、光に対して感情表現の一環としてチョップを繰り出す癖がある。光自身、彼女の行動パターンが読めていない。
かなりの巨乳。
薗部桜（そのべ さくら）
みくるの友人で、彼女の事を“爲妹っちゃん”と呼ぶ。漫研部所属。みくるからかなりのインスピレーションを感じており、彼女を漫画のネタにしようとすることも。
古典を苦手とする余り、テストの解答用紙に漫画を書いてしまったこともある。その漫画は凄腕のエージェントとしてみくるが活躍するというストーリー（ただし18禁）。
木佐木真澄（きさき ますみ）
みくるの友人。身長181cm。
氏家綾（うじいえ あや）
みくるの友人。真澄と逆にかなり小柄で筋肉フェチ。
野見原乃理子（のみはら のりこ）
光とみくるが2年生に進学した19話以降の同級生。その数ヶ月前の連続通り魔事件の際、別件で光に助けられているため、彼が民警のエージェントである事を知っており、好意を抱いている。一人称は"のの"。
何も無い所で転ぶ、3日前に作ったサンドイッチを光に食べさせる等、かなりのドジッ娘。
和田（わだ）
民警エージェントとなる前の光を虐めていた生徒。

### 警察関係者
白石（しらいし）
光の父親。下の名前及び階級は警部補。警視庁の叩き上げ刑事だが、民警の設立関係者の1人でもある。また、みくるの父親とも面識があった。
作中で光が口にすることの多い「お前なんか恐くないぞ」という台詞は、この父親に一種のおまじないとして教えられたもの。
鷹見（たかみ）
警視庁の警部。白石と同様に叩き上げの刑事で、コルト・ガバメントを愛用する。他人任せを嫌い、民警に大半の汚れ仕事を押し付ける警官が多い中にあって、自ら陣頭に立つことが多い。
藤田からは「鷹さん」、みくるからは「鷹見のおっちゃん」と呼ばれている。また、白石刑事の後輩であり、本人曰く世話になった借りがあるとのこと。
荒木和太彦（あらき かずたひこ）
警視庁のエリート刑事。東大出身でFBIの犯罪心理官の特殊訓練を受けているが、何故か下着ドロ等、所轄レベルの事件を追っている事が多い。
捜査活動の大半を民警に任せており、また、民警に対して特権意識を抱いている節があるなど、ある意味この作品における典型的な警察官。祁雫からは『ダメ人間』呼ばわりされている。彼自身も、みくるや祁雫と関わるとロクな事がない、とも思っている。しかし祁雫の死後は、普段とは明らかに違う神妙な顔つきで彼女が射殺された現場に独り花を供えに行くという面も見られる。
ユキ
警視庁捜査一課時代の式江とコンビを組んでいた女性刑事。
その行動原理は光と類似する点があり、両者共に状況の打破（彼女の場合は、「犯人が人質を取った場合」という仮定の話）に「説得」という手段を取る、と作中で語っている（なお、同じ問いに対し、式江は「人質を撃って怯ませて犯人を撃つ」と答え、実際に実行している）。
本編以前、スラムのボス"レディA"と対峙した際に人質に取られ、その際に式江が先の回答に反し、彼女を撃つことを躊躇したために射殺されてしまう。この一件が式江にとってのトラウマとなり、彼女は許可が下り次第“犯罪者は躊躇せず射殺する”という信念を徹底させる事になる。

### 民間人
爲妹露花（なずめ つゆか）
みくるの母親であり銃工。彼女の愛用するブレン・テンのカスタマイズを行った他、藤田や久巻も世話になっている。
ただし銃以外は上手く作れず、料理は壊滅的に下手。光の話を聞いた時も、最初の質問は「料理は得意?」だった。ただし、赤飯の作り方を覚えた、と作中で語っている。
毎朝みくるを叩き起こすために空砲を放っており、その際は気配を消して彼女の部屋に入っている。空砲を使用している理由は、みくるが死なないよう鍛えるため。
彼女が余計な気を利かせてしまったため、薗部達は光とみくるが血の繋がらない兄妹だと思っている。
藤田秀人（ふじた ひでと）
団長こと藤田七実の夫。38歳。少女向けの恋愛小説を書いている（売れているらしい）。七実からは、"ヒデちゃん"と呼ばれている。
藤田雅史（ふじた まさし）
団長こと藤田七実の息子。4歳。通称は"ゴン"。

### 犯罪者
瀬川明（せがわ あきら）
第1話に登場した脱獄犯。囚人番号1130号。以前に白石刑事に逮捕されており、その逆恨みから光と渉菜を襲うが、みくるによって無力化され、追い討ちで光に顎を殴られ砕かれる。コマンド・ゼロの最初の犠牲者。
この一件と、その数日前の銀行強盗事件をきっかけに光は民警エージェントを志す事になる。
黒犬（くろいぬ）
本名不明の殺し屋。紋条組を壊滅に追いやった張本人にして、祁雫の仇。大量殺戮を行った際は現場を爆破する事でその痕跡を消している。
指の関節を鳴らす癖があり、その音が祁雫にとっての一種のトラウマとなっていた。また、肩から上腕にかけてタトゥーを施している。
作中では光に顔を見られたことからその命を狙い、鳳学園を襲撃している。この際は光が防弾ベストを着用していた事と予想外の反撃、みくると祁雫の救援が間に合ったため、殺害に失敗している。
その後、待機命令を無視して出動したみくる達と交戦し、圧倒的な強さを持って3人を追い込むが、光のブラフに引っ掛かったために敗れ、逮捕される。しかし警察病院に入院中に何者かによって殺害された。
民警エージェントが着用する防弾コートと同じ物を装備している。
森川哲夫（もりかわ てつお）
連続ストーカー犯。祁雫に対してストーカー行為を行っており、彼女の転属が決まった直後に、自らの元に彼女を留めるという動機から彼女を殺害した。なお、祁雫自身がストーカー行為に気付いていたという描写は見られない。
祁雫の死後、ストーキングの対象を渉菜に切り替え、光に重傷を負わせた上、彼女の拉致に成功する。その後閉鎖した遊園地に逃亡し、火を放って自殺しようとするが逮捕される。
岩田晴男（いわた はるお）
花の旧友。25歳無職。ヤクザを撲殺した容疑で民警によって拘束され、警察に護送される際に花と再会を果たす。
花曰く「正義感の強い奴」で、殺人の動機も小学校の頃からの仲だった女性（花とも知り合いである）がしつこくヤクザに絡まれていたため。
ファーストフロッグ（Fast Frog）
須摧（すぜ）杏と真那の姉妹による裏の運び屋。6、7年前から活動を続けており、“何でも運びます”がモットー。
姉の杏がクライアントとの交渉及び車（○ンダリウム合金製）の運転を担当するのに対し、荒事は基本的に妹の真那が受け持ち、コマンド・ゼロに近い技を使いこなす。また、真那はルガーP08を2挺所持する。
作中では一度警察の御用になっているが、その後すぐに娑婆に戻っており、運び屋家業を続けている。

## 用語
民間特殊機動警官隊
凶悪犯罪の増加によって警察の業務処理能力が限界を迎えた事から設立された民間企業。通称「民警」。警察庁の下請けとして捜査や突入などに当たる組織だが、体のいい使い走りとして扱われているのが現状。突入時には民警を先行させる（＝弾除けにする）というのが警察内部でのセオリーとなっているなど、決して待遇の良い職種ではない。
但し、年齢、学歴等を一切問わない徹底した実力主義を採っているため、その人材は優秀で、日本人のみならず広く海外からその筋のエキスパートを雇い入れている。また、式江のように、警視庁から出向する形で民警に配属される者もいる。
基本的に民間人である以上、その職務権限には制限が加えられており、あくまでも警察の公務執行を補佐するというスタンスである。そのため、民警のエージェントは単独で警察権を行使する事はできず、また、銃器の携帯こそ許可されているものの、たとえ命がかかっていようと独自の権限で発砲することは出来ず、常に警官同伴の元、発砲を許可されなければならない。こういった事情から「マッポもどき」、「民警はサツがいないと何も出来ない」と揶揄される事もある。ただし、35話で許可権限を持っていないはずの藤田が、みくるに対して発砲許可を出しているシーンがあるため詳細は不明。
突入時には自衛隊との共同開発品である防弾スーツを着用する。この防弾スーツは様々な形状があり、ロングコートタイプやジャケットタイプなどが確認されている。また、ヘッドギアを装備する隊員もいる。この防弾スーツは至近距離からの.357マグナム弾の連射に耐えるだけの防弾性を有しているが、.454カスール弾の場合は貫通される。
なお、警察の執行補佐活動以外にも自衛手段講座や各種カウンセリングなどの窓口も開かれている。
コマンド・ゼロ
みくるの祖父が編み出した格闘術。元々はインドア・アタックの際の不意打ちに対処するためのもので、それを「先手を取られても逆にその間合いを利用する技」として、武道のレベルにまで昇華させている。祁雫曰く「銃の無刀取り」。
そういった経緯で生まれた格闘術であるため、徒手空拳だけでなく拳銃のグリップなどを用いた殴打なども攻撃のバリエーションに含まれている。
そのベストポジションはまさに敵と密着するほどの至近距離であり、銃を持った相手に敢えて接近していくことで、相手の焦りを誘うという心理的効果も有している。
その習得にはかなりの困難があるようで、みくるの父によれば「世の中に10人くらいはマスターできる奴はいるだろう」とのこと。今の所、作中でこれを習得しているのはみくると久巻のみ。
敵の至近距離に敢えて接近する、銃を用いた格闘戦をする、など、ガン=カタとの共通項が非常に多い。

## 書誌情報
角川書店より「角川コミックス　ドラゴンJr.」として刊行されている。ドラゴンエイジ掲載話に加えて数話の書き下ろしを各巻に収録する。
1. 2004年2月1日発行、ISBN 4-04-712349-8
2. 2004年8月1日発行、 ISBN 4-04-712365-X
3. 2005年3月1日発行、ISBN 4-04-712370-6
4. 2005年10月1日発行、ISBN 4-04-712421-4
5. 2006年5月1日発行、ISBN 4-04-712449-4
6. 2006年11月1日発行、 ISBN 4-04-712468-0
7. 2007年11月9日発行、ISBN 4-04-712516-4
8. 2008年8月9日発行、ISBN 4-04-712559-8
9. 2009年4月9日発行、ISBN 4-04-712596-2
10. 2009年9月10日発行、ISBN 4-04-712624-1
11. 2010年3月10日発行、ISBN 978-4-04-712654-1-C0979
12. 2011年3月9日発行、ISBN 978-4-04-712714-2

## ドラマCD
- エイジ特製コレクションCD Vol.4 ゼロイン Piece1 爲妹みくる（『ドラゴンエイジ』2004年11月号付属）
- エイジ特製コレクションCD Vol.5 ゼロイン Piece2 COMMANDO ZERO（『ドラゴンエイジ』2004年12月号付属）
- エイジ特製コレクションCD Vol.6 ゼロイン Piece3 JAMMING（『ドラゴンエイジ』2005年1月号付属）
- ゼロインVOL.3 ドラマCD付きSpecial Cartridge（2005年2月18日発売）
  - 上記の3つのドラマCDに収録されたものと、新作「Piece4 Switch Barrel」を収録。
- 『ゼロイン』ドラマCD FUJIMI限定ver.（2007年1月発売）
  - ラジオドラマとして放送されたものと新作を収録。

キャスト
Special Cartridge
- 爲妹みくる - 小林沙苗
- 白石光 - 原田正夫
- 紋条祁雫 - 久川綾
- 藤田七実 - 佐久間レイ
- 久巻勇示 - 関俊彦
- 白石渉菜 - 有島モユ
- 瀬川 - 石井康嗣
- 冬木 - 千葉一伸
- 和田 - 三宅健太
- 笹木 - 羽多野渉
- 不良 - 保村真
- 女生徒 - 伊藤静
- 警官 - 加藤将之
- 犯人 - 志賀克也
-  ??? - 家中宏

FUJIMI限定ver.
- 爲妹みくる - 小林沙苗
- 白石光 - 原田正夫
- 花友蔵 - 杉田智和
- 式江美園 - 大原さやか
- 藤田七実 - 佐久間レイ
- 薗部桜 - 森永理科
- 木佐木真澄 - 川名真知子
- 氏家綾 - 水原薫
- 久巻勇示、ナレーション - 関俊彦
- 爲妹露花 - 天野由梨